# Deontostoma californicum
Deontostoma californicum is een rondwormensoort uit de familie van de Leptosomatidae. De wetenschappelijke naam van de soort is voor het eerst geldig gepubliceerd in 1933 door Steiner & Albin.